# Telmatometra
Telmatometra is een geslacht van wantsen uit de familie van de Gerridae (schaatsenrijders). Het geslacht werd voor het eerst wetenschappelijk beschreven door Ernst Evald Bergroth in 1908.

## Soorten
Het genus bevat de volgende soorten:

- Telmatometra acuta Kenaga, 1941
- Telmatometra fusca Kenaga, 1941
- Telmatometra indentata Kenaga, 1941
- Telmatometra panamensis Drake & Harris, 1941
- Telmatometra parva Kenaga, 1941
- Telmatometra retusa Kenaga, 1941
- Telmatometra ujhelyii Esaki, 1926
- Telmatometra vallecaucana Molano, Mondragón-F. & Morales, 2017
- Telmatometra whitei Bergroth, 1908